# Eyes of the Forest
Eyes of the Forest er en amerikansk stumfilm fra 1923 af Lambert Hillyer.

## Medvirkende
- Tom Mix som Bruce Thornton
- Pauline Starke som Ruth Melier
- Sid Jordan som Horgan
- Buster Gardner
- J. P. Lockney som Jaol Fierro
- Thomas G. Lingham som Dr. Jerry MacGinnity
- Edwin Wallock som Julius Duvall